# 照屋勇賢
照屋 勇賢 (てるや ゆうけん、1973年6月18日-) は、沖縄県出身の美術家。ニューヨークとベルリン拠点。
1996年、多摩美術大学油絵科卒業。2001年、ニューヨークのスクール・オブ・ビジュアル・アーツ修士課程修了後、ニューヨークを拠点に活動を続けている。
照屋は、日常生活に存在するオブジェを微細にずらすことにより、通常のものと異なる世界を生み出す。

## 学歴
- 1996	多摩美術大学美術学部絵画科油画専攻 卒業
- 1999  	メリーランド・インスティチュート・カレッジ・オブ・アート、ポストバチュラープログラム終了
- 2001	スクール・オブ・ビジュアルアーツMFA終了

## 展覧会

### 主な個展
- 2018    「Yuken Teruya」 Live Forever Art Foundation, 台湾
- 2014-15 「Yuken Teruya On Okinawa, Collections from the past and the future」、Dahlem Ethnological Museum/Asian Art Museum (Humboldt Lab Dahlem), ベルリン、ドイツ

- 2010  「ひいおばあさんはUSA」上野の森美術館、東京
- 2007  「Giving Tree Project」 ムラタ&フレンズ ギャラリー、ベルリン、ドイツ
- 2007   「Free Fish >–:► The Art of YukenTeruya」アジア・ソサエティー、ニューヨーク、アメリカ
- 2006  「ストレート・フレーバー」展、広島市現代美術館、広島
- 2005    ジョゼ・ビアンヴェニュ ギャラリー、ニューヨーク
- 2005    クンストフェライン・ヴィースバーデン、ドイツ
- 2002    ショシャナ・ウェイン ギャラリー、サンタモニカ、アメリカ[3]

### 主なグループ展
- 2018  「Shanghai Biennale」、上海、中国
- 2018  「Japanorama: Contemporary Visual Arts & Culture Since 1970」、 ポンピドゥー・センター メッツ、フランス
- 2018  「7th Moscow Biennale of Contemporary Art」 トレチャコフ美術館、モスクワ、ロシア
- 2015  「Who interprets the world?」金沢21世紀現代美術館、石川
- 2014-15 「ゴー・ビトゥーンズ、子どもを通してみる世界」 森美術館、 沖縄県立博物館美術館、高知県立美術館
- 2012  「18th Biennale of Sydney」 シドニー、オーストラリア
- 2012 「Double Vision: Contemporary Art from Japan」 チャコフ美術館、モスクワ、ロシア
- 2011 「The 4th Moscow Biennale」 チャコフ美術館、モスクワ、ロシア
- 2010 「六本木クロッシング」 森美術館、東京
- 2009 「愛についての100の物語」 金沢21世紀現代美術館、石川
- 2008 「Art Scope 2007/2008」原美術館、東京
- 2008  「Wall Rockets」フラッグ・アート・ファウンデーション、ニューヨーク、アメリカ
- 2007 「Attention To Detail」フラッグ・アート・ファウンデーション、ニューヨーク、アメリカ
- 2007「The Shapes of Space」グッゲンハイム美術館、ニューヨーク 、アメリカ
- 2006「アジアンパシフィックトリエンナーレ」 クイーンズランド・アートギャラリー・ブリスベン、オーストラリア
- 2005 「Greater New York」P.S.1コンテンポラリー・アート・センター、ニューヨーク、アメリカ
- 2005 「横浜トリエンナーレ2005 」横浜[3]

## 主なコレクション
- グッゲンハイム美術館（ニューヨーク）
- ニューヨーク近代美術館（ニューヨーク）
- 第一生命美術館（東京）
- シアトル・アートミュージアム（シアトル）
- トゥイッグ・スミス・コレクション（ハワイ）
- ホフマン・コレクション（ベルリン）
- アルトイド・コレクション ニューミュージアム（ニューヨーク）
- ノートン・ファミリー・コレクション（ニューヨーク）
- チャールズサーチコレクション（ロンドン）
- 佐喜真美術館（沖縄）
- 沖縄県立美術館（沖縄）
- 森美術館（東京）
- 大林コレクション（東京）
- 大和ラジエーターコレクション（広島）
- 金沢21世紀美術館（石川）

## 受賞歴
- 2010 森美術館 六本木クロッシング2010 オーディエンス賞
- 2007 ジョアンミッチェルファンデーション奨学金
- 2006 ダイムラー・クライスラー・ファウンデーション・イン・ジャパン「アーティストインレジデンス」賞
- 2005 NYFA奨学金
- 2002 オールドリッチ現代美術館新人作家賞
- 2002 「VOCA展2002」奨励賞
- 2001 スコヒーゲンスカラシップ奨学生

## ソース
1. ↑  “Yuken Teruya Studio - About”. yukenteruyastudio.com. 2020年2月6日閲覧。
2. ↑  “Intricately Cut Flowers Sprout Out of Paper Money” (英語). My Modern Met (2012年8月8日). 2020年2月6日閲覧。
3. 1 2  ArtFacts. “Yuken Teruya - Artist”. ArtFacts. 2020年2月6日閲覧。